# Borgholm
 Ikke at forveksle med Bornholm.
Borgholm er hovedby i Borgholms kommune, Kalmar län, Öland, Sverige. Den er Ölands næststørste by efter Färjestaden.

## Historie
I det nærtliggende Köpingsvik lå der i vikingetiden en markedsplads med aner fra 700-tallet. På dette sted er Kalmarsund 10 kilometer bredt, og udgjorde i århundreder søvejen gennem Østersøen. Man kunne i god tid se når der var fjender på vej, hvorfor der blev bygget flere befæstningsanlæg. Borgholm Slot lige uden for byen nedbrændte i 1806 og har siden været en ruin.
I 1816 blev Borgholm stad, den eneste på Öland, og en lille by set ud fra et nationalt perspektiv, med kun 150 indbyggere.
I 1906 åbnede jernbanen mellem Böda og Borgholm, og i 1910 åbnede også en jernbane mod syd til Mörbylånga og Ottenby, denne bane blev nedlagt i 1962. Ved skiftet til det 19. århundrede begyndte turismen at tage fart, særligt efter kongefamiliens residens, Solliden, blev færdigt.
Siden Ölandsbrons indvielse i 1972 har Borgholm været en pendlerby mod Kalmar.